# Дом С. А. Порозова
Дом С. А. Порозова — историческое здание в Опочке, Псковская область. Расположен на углу улиц Ленина и Трудовой (бывших Великолуцкой и Викулинской), современный адрес — улица Ленина, 59. Объект культурного наследия России регионального значения. Одно из старейших зданий Опочки, важный элемент регулярной планировки города начала XIX века.

## История
Дом опочецкого купца Степана Алексеевича Порозова был построен в 1800-х годах по проекту неизвестного архитектора. 
Л. И. Софийский называет этот дом резиденцией губернатора Каховского и относит даты его постройки к 1770-м годам. Однако это не подтверждается документальными данными. План Опочки 1778 года показывает только 2 каменных здания в городе – Городской корпус и Присутственные места. Псковским губернатором был назначен не Каховский, а М. Н. Кречетников, который прожил в Опочке менее года, его жилище было деревянным.
В «Дневнике» опочецкого мещанина Ивана Игнатьевича Лапина есть упоминание о святочных вечеринках, проводимых в доме С. А. Порозова в 1820-х годах. Позднее здание принадлежало почтовой конторе. При ней через дорогу была устроена конюшня (позднее была использована под пекарню). В 1840 году дом был передан земству, здесь до 1917 года находилась Земская управа. На 1 этаже дома размещалось книгохранилище земства. Здесь книги комплектовались и рассылались во все школы уезда. Второй этаж занимала канцелярия земства: земский начальник и его большой штат. В утраченном одноэтажном флигеле дома, вероятно, помещалась общественная библиотека имени Пушкина.
После революции 1917 года в здании до 1941 года размещался Опочецкий детдом имени Ленина. В декабре 1918 года в доме открылась сапожная мастерская. В 1926 году в нём находилось 72 воспитанника.
Во время войны дом сгорел, сохранились лишь коробка дома. После войны здание было восстановлено с изменением фасада. В 1980-х годах здесь находился быткомбинат. По состоянию на 2023 год в здании расположена аптека и медицинский центр.

## Архитектура
Главный фасад дома выходит на улицу Ленина, а торцевой – на пересекающую её Трудовую улицу. Здание представляет собою двухэтажный прямоугольный в плане кирпичный дом. Внутренняя планировка несимметрична. Первоначальный парадный вход и лестница наверх были со двора сбоку, главная зала занимала противоположный угол дома. На первом этаже расположено 9 помещений, 8 из них в основном сохранились в первоначальном виде и имеют сводчатые перекрытия. Исключение представляет северо-восточное помещение, перекрытое железобетоном по двутавровым балкам. Своды, в основном, сомкнутые с множеством распалубок не только над оконными и дверными проёмами, но также над углами помещений. Над 2 сравнительно узкими помещениями полуциркульные своды с распалубками. Самое большое юго-западное помещение 1 этажа перекрыто сомкнутыми сводами с распалубками с введением для жёсткости в сомкнутый свод двух подпружных арок. Второй этаж значительно перепланирован. В его сохранившиеся капитальные стены встроено множество перегородок. Толщина стен 1 и 2 этажей – 1,0 м, некоторых внутренних – 0,8 м. Материал стен и сводов – кирпич. Основные габариты здания: 25,3 х 15,3 м, высота – около 8,0 м.
Центральная часть главного фасада дома выделена четырёхпилястровым портиком тосканского ордера, который прежде завершался высоким римским фронтоном, с дентикулами и большим полукруглым окном в тимпане. Базы пилястр утверждены на постаментах, несколько поднятых относительно цоколя здания. Классический антаблемент портика продолжается и на всех фасадах здания в более упрощённом виде – без кирпичных сухариков. Под окнами верхнего этажа – неглубокие филёнки по ширине повторяющие размер окна. Простая тяга в уровне перекрытия второго этажа делит фасады на 2 яруса. 
Оконные и дверные заполнения, а также перекрытия над сводами 1 этажа и чердачное перекрытие – новые. Кровля дома также новая, выполнена с меньшим уклоном, высокий фронтон над центральной частью главного фасада не восстановлен. Междуэтажная деревянная лестница – позднего происхождения. Каменная часть оконных проёмов 2 этажа сохранилась в первоначальном виде. Коробки и заполнения – новые. Часть дверных проемов заложена, часть растёсана вновь. Карнизы в интерьерах 2 этажа не сохранились.